# 레테 페로비아리아 이탈리아나

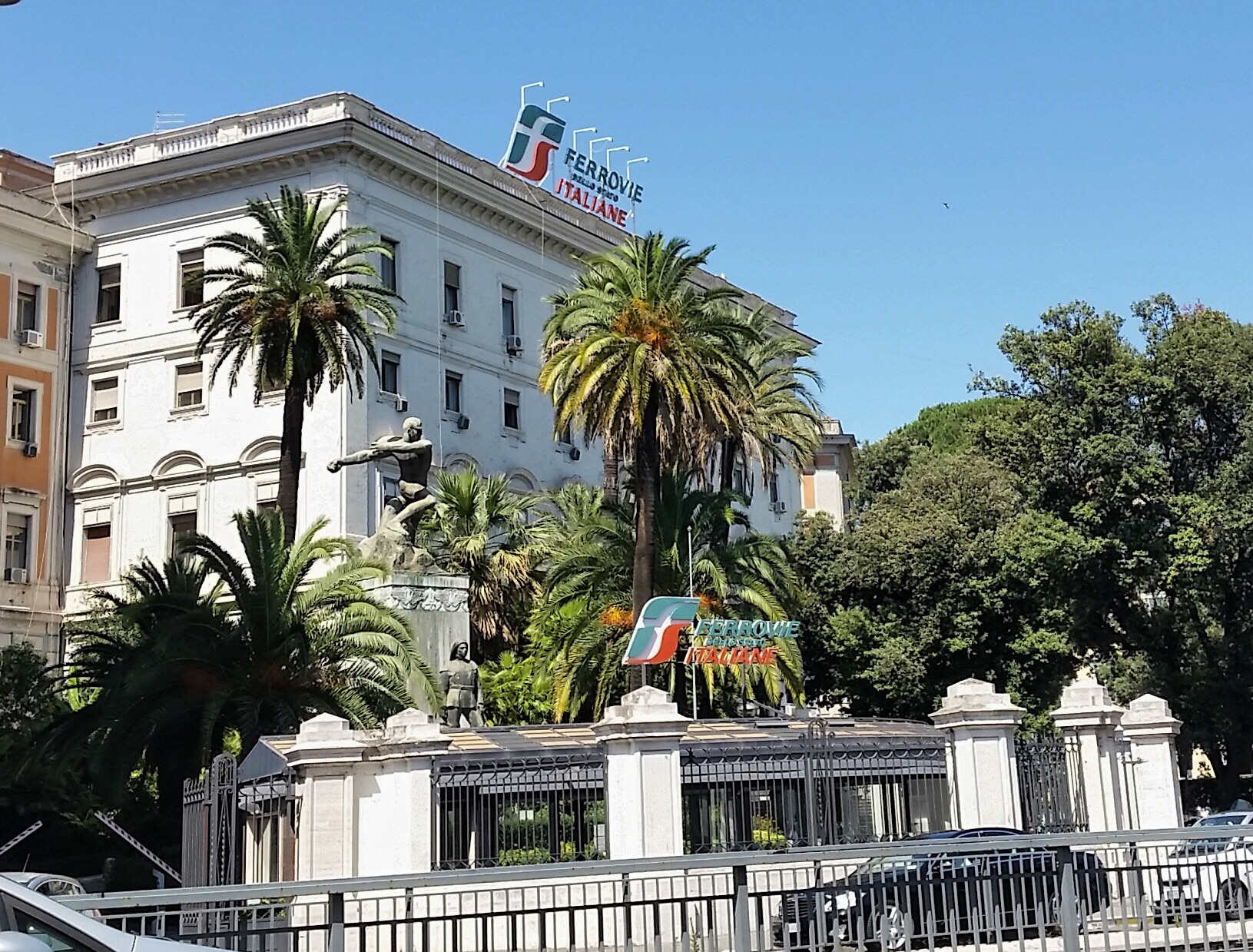

레테 페로비아리아 이탈리아나(이탈리아어: Rete Ferroviaria Italiana, RFI)는 페로비에 델로 스타토 (FS)를 모기업으로 두고 있는 이탈리아의 회사이다. RFI는 이탈리아 철도망을 소유하고 신호, 정비, 유지 및 다른 업무를 맡고 있다. 또 이탈리아반도와 시칠리아섬을 연결하는 열차 페리도 운영하고 있다.
RFI는 철도 교통에 대해서 철도망의 소유사와 이용사를 분리하라고 명령한 유럽 연합의 지시에 따라 2001년 7월 1일 창립되었다. 2001년까지는 페로비에 델로 스타토가 이탈리아 철도망의 경영을 맡았다.